# 人工語言列表
人工語言列表()列出一些著名的人工语言，包括辅助语言、仪式语言、工化語言和艺术语言（包括虚构作品中的），以及它们进一步的分类。

## 辅助语言
国际辅助语言旨在为全人类提供简单、快速的沟通方法，以改善其交流，而无需取代其母语。
| 语言名称                             | ISO        | 首次发表时间 | 创造者                                                             | 备注 |
| ------------------------------------ | ---------- | ------------ | ------------------------------------------------------------------ | --- |
| 索来索语                             |            | 1827         | 弗朗索瓦·希崔爾 (François Sudre (1787–1862))                       | 在唱名音節上以音高水平之不同的發音而做語義辨識(一種"音樂語言")，但学习它无需音乐知识。                                                          |
| 通信语(Communicationssprache)        |            | 1839         | 約瑟夫·謝法 (Joseph·Schipfer)                                      | 基于法语而發展出的人工語言 |
| 萬有語(Universalglot)                |            | 1868         | 約翰·皮羅 (Jean Pirro)                                             | 一種早期的後驗性的語言，時間上早於沃拉普克语 |
| 沃拉普克语                           | vo, vol    | 1879–1880    | 约翰·马丁·施莱尔                                                   | 在國際輔助語上第一個引起國際上的興趣 |
| 世界语                               | eo, epo    | 1887         | 柴门霍夫                                                           | 有史以来最流行的辅助语言，包括可能多达200万的使用者，是有史以来使用人数最多的人工语言，也是迄今为止唯一拥有自己的母语使用者的语言（大约1000人） |
| 斯博科語(Spokil)                     |            | 1887或1890   | 阿道夫·薩科 (Adolph Nicolas)                                       | 由之前的沃拉普克语提倡者所提出的一種前驗性的語言                                                                                                |
| 世界林科語(Mundolinco)               |            | 1888         | J.·布拉克曼 (J. Braakman)                                          | 第1個世界語延伸語種 |
| 柏拉語(藍語言)                       |            | 1899         | 里昂·柏拉克 (Léon Bollack)                                         | 在起初幾年相當的流行，現在幾乎被人遺忘 |
| 中性成語 (Idiom Neutral)             |            | 1902         | 瓦爾德馬·羅森伯格 (Waldemar Rosenberger)                           | 由前沃拉普克语提倡者所創造的自然主义国际辅助语                                                                                                  |
| 无屈折拉丁语                         |            | 1903         | 朱塞佩·皮亚诺                                                      | "無屈折拉丁語"，在1908年替代"Idiom Neutral" |
| 羅歐語(Ro)                           |            | 1904         | "愛德華·鮑威爾福斯特"牧師 (Rev. Edward Powell Foster)              | 一種"先驗性的"語言使用知識來分類 |
| 伊多語                               | io, ido    | 1907         | 一群世界語改革者所創建                                             | 最成功的世界語延伸語種(Esperantido) |
| 阿丟維羅語 (Adjuvilo)                |            | 1910         | 克勞科拉斯 (Claudius Colas)                                        | 由"世界語語系"之概念所創建之語言，卻在伊多語使用者裡造成異議                                                                                    |
| 西方語言 (Occidental language)       | ile        | 1922         | 埃德加·德·瓦爾 (Edgar de Wahl)                                     | 一種複雜自然的IAL，又稱"國際語"(Interlingue) |
| 诺维亚语                             | nov        | 1928         | 奥托·叶斯柏森                                                      | 由丹麥著名語言學家所創建的另一個複雜自然的IAL                                                                                                   |
| 索娜語                               |            | 1935         | 肯尼斯·西萊特 (Kenneth Searight)                                   | 黏着语，以嘗試使用普遍性的詞彙而聞名。其360个词根可组合成新词。                                                                                 |
| 世界語II (Esperanto II)              |            | 1937         | 勒內·索緒爾 (René de Saussure)                                     | 語言學家"索緒爾"的多種世界語延伸語種的最後一種                                                                                                  |
| 蒙迪艾爾語 (Mondial language)        |            | 1940s        | 黑爾格迪斯海瑪博士 (Dr. Helge Heimer)                              | 自然主义风格的歐洲語言 |
| 格罗沙语                             | igs        | 1943         | 蘭斯洛特·霍格等人 (Lancelot Hogben), et al.                        | 最初稱為Interglossa，大多數為希臘-拉丁詞彙 |
| 布里斯字符 (Blissymbols)             | zbl        | 1949         | 查爾斯·布力斯 (Charles Bliss)                                      | 一種表意的文字系統，擁有自己的語法及句法 |
| 国际语                               | ia, ina    | 1951         | 國際輔助語協會                                                     | 主要的努力在制定共同的羅曼語詞彙和系统化国际科学词汇。旨在让操罗曼语者能够理解，在一定程度上让操英语者也能够理解。                              |
| 尹塔爾語 (Intal language)            |            | 1956         | 艾力·瓦弗寧 (Erich Weferling)                                      | 為一種致力於統合人工語言的最普通系統 |
| 羅曼艾德語 (Romanid)                 |            | 1956         | 佐爾坦馬扎爾 (Zoltán Magyar (linguist))                            | 基於羅曼語族的區域性人工語言 |
| 西斯藤法斯特語 (Lingua sistemfrater) |            | 1957         | 范軒泰 (Pham Xuan Thai)                                            | "希臘-拉丁詞彙"和東南亞語言的語法 |
| 尼歐語                               |            | 1961         | 阿圖羅·阿爾方達力(Arturo Alfandari)                                | 一種非常簡潔的歐洲語言 |
| 巴本語 (Babm)                        |            | 1962         | (Rikichi Okamoto)                                                  | 以使用拉丁字母為辅音音素文字聞名 |
| Guosa语                              |            | 1965         | Alexander Igbinéwéká                                               | 为在西非使用而构造。 |
| 仿古世界語 (Arcaicam Esperantom)     | eo-arkaika | 1969         | 曼努埃爾·哈爾威力克 (Manuel Halvelik)                              | "古世界語"，為"世界語文學"的發展而創建之語種 |
| Afrihili語                           | afh        | 1970         | K.A.庫米·阿托布拉 (K. A. Kumi Attobrah)                            | 一種泛非洲語言 |
| Eurolengo语                          |            | 1972         | Leslie Jones                                                       | 结合了英语和西班牙语的元素。 |
| Glosa语                              |            | 1975         | Ronald Clark and Wendy Ashby                                       | 演变自Interglossa |
| 寇塔瓦語(Kotava)                     | avk        | 1978         | 史達壬·費其(Staren Fetcey)                                         | 一種複雜的前設性國際輔助語，专注于文化中立性。                                                                                                  |
| Uropi语                              |            | 1986         | 喬爾·朗代 (Joël Landais)                                           | 根基於共同印欧语系語言之語根及印歐語言之常见語法要點                                                                                            |
| Poliespo语                           |            | 1990s?       | 比利·雷·華爾頓 (Billy Ray Waldon)                                  | 世界語的語法配合主要的切羅基語詞彙 |
| Romániço語                           |            | 1991         | 匿名                                                               | 字彙源自於常见的罗曼语族字根 |
| 欧洲语                               |            | 1996         | 迪亚戈·马拉尼                                                      | 来自歐洲外交官（其作者）的"語言學上的笑話" |
| Unish语                              |            | 1996         | 韓國世宗大學語言研究學院                                           | 字彙來自於15種有代表性的語種 |
| 新共同语言                           | lfn        | 1998         | C.喬治·波列及其他人 (C. George Boeree)                             | 字彙基於罗曼语族而語法類如「克里奧爾形態」 |
| 斯諾維歐語                           |            | 1999         | Mark Hučko                                                         | 一種基於斯拉夫語族及世界语语法的人工語言 |
| Slovianski语                         |            | 2006         | Ondrej Rečnik, Gabriel Svoboda, Jan van Steenbergen, Igor Polyakov | 一种基于斯拉夫语言的自然主义造语。 |
| Sambahsa-Mundialect                  |            | 2007         | 奧利維爾·西蒙(Olivier Simon)                                       | 簡化的原始印歐語與其他語言的混合 |
| Neoslavonic语                        |            | 2009         | Vojtěch Merunka                                                    | 古教会斯拉夫语的现代化形式。 |
| 地球同语                             |            | 2010         | Dmitri Ivanov                                                      | 基于阿拉伯语、汉语、英语、法语、德语、印地语、波斯语、葡萄牙语、俄语和西班牙语的世界语言。                                                      |
| 斯拉夫共通语(Interslavic)            |            | 2011-2017    | Jan van Steenbergen, Vojtěch Merunka                               | 一种泛斯拉夫区域辅助语言，是Slovianski语和Neoslavonic语合并的结果                                                                               |

### 約限語言
意指為了更簡單方便使用，或使非母語人士更容易上手和使用而某種程度轉換和修改的自然語言，多來自英語：
| 语言名称          | 首次发表时间 | 创造者                                                           | 备注 |
| ----------------- | ------------ | ---------------------------------------------------------------- | --- |
| 基本英语          | 1925         | 查尔斯·凯·奥格登                                                 | 设法将语言限制在给定的常用词和单词表中，以便使外国学习者或其他可能面临沟通困难的人更简单交流。                                                                                            |
| 慢速英语          | 1959         | 美国之音                                                         | 设法将语言限制在给定的常用词和单词表中，以便使外国学习者或其他可能面临沟通困难的人更简单交流。                                                                                            |
| 全球语            | 2004         | 让-保罗·内里埃（Jean-Paul Nerrière）                             | 设法将语言限制在给定的常用词和单词表中，以便使外国学习者或其他可能面临沟通困难的人更简单交流。                                                                                            |
| E-Prime           | 1940年代     | D. David Bourland Jr.                                            | 去除了系动词to be（包括所有变位、缩写等形式）的英语。支持使用E-Prime的学者认为这能使思考更清晰并增强写作能力。E-Prime强调用经验并非判断进行表达，以使作者与读者能更容易地区分事实与意见。 |
| 简化技术英语(STE) | 1983         | 欧洲航天工业协会（European Association of Aerospace Industries） | 力求在很大程度上减少技术文本（如手册）的复杂性和模糊性。 |
| 簡化英語          | 1998         | Madhukar Gogate                                                  | 以英语为基础，但独立于英语。 |
| 直白英語          | 1998         | 各种人和组织                                                     | 旨在更直接、更简短、更清晰的语言表达，避免了许多成语、行话和外来词。 |
| 国语              | 1923         | 中國國民黨 (KMT)                                                 | 基於北京話，為國族主義而修改出的國語。见白话文运动和标准汉语发展史 |

### 視覺語言
視覺語言依靠符號及動作來表達語意。
| 语言名称                 | ISO | 首次发表时间 | 创造者                        | 备注 |
| ------------------------ | --- | ------------ | ----------------------------- | --- |
| 布里斯字符 (Blissymbols) | zbl | 1949         | 查爾斯·布力斯 (Charles Bliss) | 一種表意的文字系統，擁有自己的語法及句法                                                                           |
| 國際手語                 | ils | 1970s        | Jasin Maloku                  | 一个常用于国际会议上的国际辅助语（尤其于听障奥运及国际听障联盟会议上。）这种语言可被视为一种非自然形成的人工手语。 |

## 仪式语言
仪式语言用于宗教用途，是其社区或教众实际使用的宗教语言。
| 语言名称    | ISO | 首次发表时间 | 创造者              | 备注                                                                   |
| ----------- | --- | ------------ | ------------------- | ---------------------------------------------------------------------- |
| Eskayan     | esy | c. 1920–1940 | Mariano Datahan     | 语法上以宿雾语的保和方言为基础。                                       |
| Medefaidrin |     | 1930s        | Obɛri Ɔkaimɛ church | 由尼日利亚基督教会使用；据说有神圣的起源。                             |
| Damin       |     | 未知         | 拉迪尔人            | 由以拉迪尔语为母语的人创造；是唯一非洲之外使用搭嘴音作为其音位的语言。 |

## 工化語言
工化语言（英语：Engineered language，简作engilangs、engelangs）为人工语言的其中一个分支，目的测试或证明语言学假设的可行性。
至少分为三个子类：哲学语言（philosophical language，又作理想语言，ideal language）、逻辑语言（logical language）以及实验语言（Experimental language）。

### 人際交流
| 语言名称                             | ISO | 首次发表时间 | 创造者              | 备注 |
| ------------------------------------ | --- | ------------ | ------------------- | --- |
| 未命名的语言：論真正的文字及哲學語言 |     | 1668         | 約翰·威尔今         | 对一种能够达到哲学精确性的符号语言提出了详细的建议。 |
| 道本语                               | tok | 2001         | Sonja Lang          | 极简主义语言，有120-137个以上的单词，有700多名使用者。 |
| 逻辑语                               | jbo | 1987         | 邏輯語言組          | 逻辑上和句法上排除歧义的语言；Loglan的继承者。 |
| 泛標誌語(Logopandecteision)          |     | 1653         | Sir Thomas Urquhart | 对一个非常复杂的分类学语言的建议。 |
| Loglan (逻格语)                      |     | 1955         | 詹姆士·庫克·布朗    | 为测试萨丕尔-沃夫假说而构造，是Lojban的灵感来源。 |
| 拉丹語 (Láadan)                      | ldn | 1982         | Suzette Haden Elgin | 一种面向女性而设计的声调语言；创建该语言是为了测试自然语言是否偏向于男性。                                                                                           |
| Kēlen                                |     | 2009         | Sylvia Sotomayor    | 一种试图消除动词的外星语言，这将违反人类自然语言中的一个普遍特征。                                                                                                   |
| Ithkuil                              |     | 1978–2011    | John Quijada        | 一种形态复杂的语言，旨在简单明确地表达更深层次的人类认知，特别是在范畴化方面。作为先创哲学语言和逻辑语言的交汇点，它尽可能地消除自然语言中可能出现的语意模糊和歧义。 |
| Isotype                              |     | 1925–1934    | 奥图·纽拉特 et al.  | 一种象形符号语言 |
| aUI                                  |     | 1962         | W. John Weilgart    | 每个音素也是一个语素和一个义素，因此，一个词可以表达一个复杂的概念。                                                                                                 |
| 通用表意文字                         |     | 1676         | 戈特弗里德·莱布尼茨 | 一种通用的形式化语言；该语言能够表达数学、科学以及形而上学（纯粹哲学）方面的概念。一种可以在通用逻辑运算或者说推理演算框架之下加以使用的语言。                       |

### 知識表達
- 幾個著名的知識查詢及操作語言(Knowledge Query and Manipulation Language)已從廣泛的研究項目中創建出來，以代表和查詢電腦上的知識：
  - 知识交换格式(KIF)，知識表示的前驅格式。
  - 普通邏輯(CL)，源自的一種ISO標準。
  - 資源描述框架(RDF)，為基於普通邏輯(CL)的原理由万维网联盟(W3C)所制定的一種標準化語言，它表示一"句子"(實際上為一三元關係：主體、關係、屬性)的無序集所建立的有向圖之知識，而其為使用不同句法(XML、Turtle格式(Turtle (syntax))、JSON-LD、RDFa)之交換格式。三元的每一個元素可以是一個簡單的值(假如其語義值沒有規定且在關係之外使用)，或則目的物像標識符(如统一资源标志符)是部分枚舉來自於三元(triple)關係的另一個子集合。所述的關係在有限枚舉的集合下可以是開放的(在這種情況下的屬性是不可枚舉)或關閉的，其元素可以容易地表示目的之物像；且以他們自己的標誌符參與知識之其他許多不同關係的部分。
    - UML可以用來描述關係集合，以及推斷和處理的規則，而SQL可以用於具體的綱要(scheme)和嚴謹的存儲格式。不過RDF可以設計自己的(語義功能更強大)模式語言以便處理儲存在RDF格式上的知識數據集合。
    - RDF大概只能用於自動化機械加工，對人類而言冗長及複雜的表現機制與推理規則使它沒能作為人類語言，除非是極小的文本。不過，它仍然可以作為廣泛的研究規範。

  - 网络本体语言(OWL)，由W3C標準化的另一種"知識表示語言"，從"普通邏輯"(Common Logic/CL)延伸出來。
- CycL語(CycL language)
- 分散式語言翻譯(DLT)計劃項目中使用了世界語的"二進制編碼"版本作為"源語言"(source language)和翻譯之間的樞軸語言(pivot language/橋接語言)。
- 宇宙语言
- LOOM語言 (本體論)(LOOM (ontology))
- 通用網路語言(Universal Networking Language/UNL)

### 其他
| 语言名称                    | 首次发表时间 | 创造者           | 备注                                                       |
| --------------------------- | ------------ | ---------------- | ---------------------------------------------------------- |
| 宇宙语言                    | 1960         | Hans Freudenthal | 旨在让任何可能的智能外星生命能够理解，用于星际无线电传输。 |
| Attempto Controlled English | 1995         | 苏黎世大学       | 一种約限语言，也是一种知识表示语言。                       |
| Mänti                       | 2006         | 丹尼尔·塔曼特    | 使用一些芬兰语词汇和语法。                                 |

## 藝術及虛構科幻語言

### 虛構語言

#### 文学作品
- 古代語言，出現在克里斯托弗·鲍里尼所著的奇幻文學遺產四部曲裡。
- 亞維語，在森岡浩之所著的奇幻文學星界的纹章及其它著作裡"Abh帝國"所使用的語言。
- 凱什語(Kesh)，由娥蘇拉·勒瑰恩的長篇小說總會歸來(Always Coming Home)裡所使用的語言。
- 基特拉語(Kiitra),，由"梅瑞爾"(D. R. Merrill)的科幻小說Lamikorda裡"艾爾普萊"(Alplai)所使用的語言。
- 拉丹語(ldn)，由蘇略特·哈登·埃爾金(Suzette Haden Elgin)的科幻小說母語及其續集裡所使用的語言。
- 拉派語(Lapine language)，由英国作家理查德·亞當斯所創作的"瓦特希普高原"裡兔子所使用的語言。
- 納得薩語(Nadsat)俚語，使用於安东尼·伯吉斯的電影發條橘子裡。
- 新語，出自乔治·奥威尔的小說一九八四(小說人工語言)
- 福爾摩沙語：由喬治·撒瑪納札於18世紀創造，為虛構國度福爾摩沙的語言
- 斯普卡尼安語(Spocanian)，由荷蘭的語言學家羅藍特·土海森(Rolandt Tweehuysen)所虛構的國家斯普卡尼亞(Spocania)裡所用的語言。
- 長老語(Elder Speech)為來自波蘭的作家安德烈·薩普科夫斯基(Andrzej Sapkowski)在小說巫師中所創造的語言；為一種歐語系的綜合語言。
- 朗語(Zaum), 由維利米爾·赫列柏尼科夫(Велими́р Хле́бников), 阿列克謝·葉立謝維奇·克魯邛尼赫(Алексе́й Елисе́евич Кручёных)及其他的俄羅斯未來主義者(Russian Futurism)所使用之詩歌語言，且將其作為詩歌、咒語(incantation)，及詛咒(curse)之"反理性"(transrational)及"最普遍性"(most universal)的語言。
- 李榮道筆下人工語言（朝鲜语：이영도 작품 속의 인공어）
- 阿尔达的语言，以下几种语言由J. R. R. 托尔金创建，在他的小说以及许多衍生作品中出现。
  - 矮人语
  - 高多格林語(Goldogrin)，以"諾米西語"(Gnomish)知名。
  - 昆雅语
  - 辛达林语

#### 动漫
- 博爾多利亞語(Borduria)，一部分出現在埃尔热的丁丁歷險記裡，大多數出現在卡爾庫魯斯案件。
- 西爾達維亞語(Syldavian)，一部分出現在埃尔热的丁丁歷險記裡，大多數出現在奧托卡王的權杖。
- 数码文字（DigiMoji，DigiLetters，デジ文字），数码宝贝系列中数码世界的数码兽语言。[2]
- 魔神語、人類語、獸神語、鬥神語，無職轉生～到了異世界就拿出真本事～虛構世界語言。

#### 影视
- 古老類人語(Ancient (Stargate))即在星際的宇宙裡(即星際之門：SG-1和星際之門亞特蘭蒂斯(Stargate Atlantis))之星門創建者所使用的語言，它的發音相似於中世纪拉丁语。阿羅力安人(Athosian)用"古老類人語"祈禱。(然而，在屏幕上顯示時、書寫的"古老類人語"對英語而言簡直就是不同的字符集)
- 奥里贝什文（Aurebesh）：星球大战中的基本语言。
- 亚特兰蒂斯语：由马克·奥克兰(Marc Okrand)为电影失落的帝国所創作的語言。
- 巴蘇閔語(Barsoomian language)，出現於2012年由埃德加·赖斯·巴勒斯小說所改編的電影"約翰·卡特"中在火星上使用的語言。
- 多斯拉其语(多斯拉克语)：由大衛·J·彼得森(David J. Peterson)为喬治·R·R·馬丁的小说冰与火之歌改编的电视剧权力的游戏而作。
- 恩強達語(Enchanta)，在菲律賓演出的電視連續劇恩強達迪亞(Encantadia)及邑澤里阿(Etheria)裡所使用的語言，由總編劇希澤特·多特拉勒(Suzette Doctolero)所創建。
- 勾樓勒語(Goa'uld language)來自電影及電視劇星際之門：SG-1裡的"星際通用语"，按說影響了埃及語。
- 克林贡语，星际旅行系列中克林贡人所使用的语言，由马克·奥克兰(Marc Okrand)所创作。
- 克拉卡利亞語來自電影幸福终点站
- 庫語（英语：Ku (language)），2005年電翻译风波裡虛構的非洲地區語言。
- 納得薩語(Nadsat)，由"亞歷克斯"(Alex)和他的朋友在電影發條橘子裡講的虛構語言。
- 納美語，為電影"阿凡达"裡由納美人所講的虛構語言。
- 帕庫尼語（英语：Pakuni#Pakuni），帕庫尼語源自於1974年電視影集失落的土地(Land of the Lost (1974 TV series))及電影失落的土地(Land of the Lost (film))裡。
- 坦特尼斯語(Tenctonese/ Newcomers)來自外電影外星民族(Alien Nation (film))和電視影集外星民族(Alien Nation (1989 TV series))，由製片人凡·凌(Van Ling)和肯尼斯·約翰遜(Kenneth Johnson (producer))所創造。
- 瓦雷利亞语言：由大衛·J·彼得森(David J. Peterson)为喬治·R·R·馬丁的小说冰与火之歌改编的电视剧权力的游戏而作。
- 瓦肯語來自電影及電視影集星艦奇航記，而由影迷"高立克·瓦肯"(Golic Vulcan)等人進一步發展。

#### 音乐
- 科巴因語(Kobaïan)(力戊語(Zeuhl))，由70年代法國搖滾團體Magma所使用的語言。
- Loxian語：由罗马·莱恩为恩雅专辑《永恒之约》（Amarantine）所发明的语言。
- 摩斯語(Moss)，於2009年由傑克遜·摩爾(Jackson Moore)所創造, 為使用音樂音韻學及模仿洋涇濱語之一種語言。

#### 游戏
- D'ni語，由Cyan Worlds公司的迷霧之島系列電腦遊戲及小說中的D'ni人所使用的語言。
- Hymmnos語，魔塔大陆系列中的架空语言。
- 多瓦祖爾語(Dovahzul)，使用在電腦遊戲上古卷轴V：天际裡主要的非英語語言；該語也已得到改進，並由遊戲迷使之現代化。
- 石像怪語，出現在創世紀系列(Ultima)電腦遊戲裡、由使用石像怪族(gargoyle race)所使用。
- 多芬語(翡翠帝國)，使用於Xbox遊戲多芬語(翡翠帝國)、由"沃爾夫·咼科力"(Wolf Wikeley)所創造。
- 索雅尼語(Tsolyáni language)，由穆罕默德·阿布德·拉赫曼·巴克(M. A. R. Barker)在他所創造的世界帖古梅爾(Tékumel)裡的花瓣王座帝國(Empire of the Petal Throne)角色扮演游戏中所使用的語言。

#### 玩具
- 菲比語(Furbish)

#### 互联网
- Dritok語(Dritok)，創造者為"唐·布澤爾"(Don Boozer)。
- Kēlen語(Kēlen)，創造者"西爾維亞·索托馬約爾"(Sylvia Sotomayor)。
- Teonaht語(Teonaht)，創造者莎莉·凱夫斯(Sally Caves)
- 維杜利安語(Verdurian language)及其它幾種語言，馬克·羅森費爾達(Mark Rosenfelder)所創造的虛構星球"阿爾米"(Almea)上所使用的語言。

### 另類語言
一些實驗語言被開發以觀察"替代語言的互動假說"可能導致出非常不同的現代語言。兩個範例如下：
- Brithenig語(Brithenig，由"安德魯·史密斯"(Andrew Smith)的架空歷史小說Ill Bethisad計劃(Ill Bethisad)所創造。
- Wenedyk語(Wenedyk)，由揚·凡·斯滕貝亨(Jan van Steenbergen)所創造，為架空歷史小說Ill Bethisad計劃(Ill Bethisad)所使用之語言。

### 微國家語言
- 太洛森語(Talossan language)，創造者"R·本·麥迪遜"(R. Ben Madison)。
- 尼西安語(Nissiian)，創造者"托馬斯·克拉西克"(Thomas Kracik)，出現在"梅克尼安聯盟"(Mekniyan federation)
- 新康語(SinKon)，創造者"新韓康語言及文化局"(Language Burea of SinHanKon)。
- 希米特羅夫語(Schmitŕovkiy/Schmitŕov Schtora)[3]，創造者亞歷山德羅夫·伏拉基米爾·莫洛佐夫(Aleksandrow Vladimir Morozov/希語西里爾轉寫：Александров Владимир Морозов)，使用於Shimyytrov Studio開發的遊戲內部，作為一個可以選擇的語言。而其名字則取自同一人於社交軟體Discord經營的微國家。其文法和英文相似，且單詞拼法和德文有極大相似之處。

### 個人語言
- Balaibalan語(Balaibalan)，創造者木海·高斯尼(Muhyî-i Gülşenî)。
- 伊諾其安語(Enochian)，創造者愛德華·凱利(Edward Kelley)。
- 伊諾達語(Lingua Ignota/未知的語言)，創造者宾根的希尔德加德。

## 語言遊戲
指使用語言遊戲以輔助對語言學習提高興趣，及使增進語言運用能力。
- Gibberish（英语：Gibberish (language game)）
- Jeringonza（英语：Jeringonza）
- Língua do Pê（英语：Língua do Pê）
- Louchebem（英语：Louchebem）
- Opish（英语：Opish）
- 儿童黑话
- Rosarigasino（英语：Rosarigasino）
- Rövarspråket（英语：Rövarspråket）
- Sananmuunnos（英语：Sananmuunnos）
- Šatrovački（英语：Šatrovački）
- Starckdeutsch（英语：Starckdeutsch）, Starckteutsch
- Tutnese（英语：Tutnese）
- Ubbi dubbi（英语：Ubbi dubbi）
- 反讀
- Vesre（英语：Vesre）

## 维基百科中的人工语言
维基百科的语言版本现有以下九种人工语言。其中八个是ILA（国际辅助语言），只有逻辑语是一种工化语言。直到2005年，还有维基百科的Toki Pona和Klingon语言版本。
| 语言名称   | ISO                        | 首次发表时间 | 使用者         | 活跃编辑者数量 | 文章数量 |
| ---------- | -------------------------- | ------------ | -------------- | -------------- | -------- |
| 世界语     | eo （页面存档备份，存于）  | 1887         | 30,000–180,000 | 300            | 368,013  |
| 沃拉普克语 | vo （页面存档备份，存于）  | 1880         | 20             | 41             | 40,836   |
| 伊多语     | io （页面存档备份，存于）  | 1907         | 1,000–5,000    | 57             | 54,509   |
| 因特語     | ia （页面存档备份，存于）  | 1951         | 1,500          | 48             | 29,863   |
| 寇塔瓦語   | avk                        | 1978         | ?              | 24             | 29,892   |
| 西方国际语 | ie （页面存档备份，存于）  | 1922         | ?              | 38             | 13,092   |
| 新通用语   | lfn                        | 1965         | ?              | 29             | 4,459    |
| 诺维亚语   | nov （页面存档备份，存于） | 1928         | ?              | 30             | 1,858    |
| 逻辑语     | jbo                        | 1987         | ?              | 22             | 1,338    |

## 注解
- Eco, Umberto. . Oxford: Blackwell. 1995. ISBN 0-631-17465-6.
- Comrie, Bernard. . Oxford [Oxfordshire]: Oxford University Press. 1990. ISBN 0-19-506511-5.
- Libert, Alan. . Lincom Europa. 2000. ISBN 3-89586-667-9.
- Okrent, Arika. . Spiegel & Grau. 2009: 352. ISBN 0-385-52788-8.
- "Babel's modern architects"（页面存档备份，存于）, by Amber Dance.  The Los Angeles Times, 24 August 2007 (Originally published as "In their own words -- literally")

## 參閲
- 人工語言
- 国际辅助语
- 工化語言
- 宇宙语言学
- 语言列表
- 伏尼契手稿
- 人工文字（英语：Constructed script）
- 語言遊戲
- 世界語語系

## 外部連結
- Language analysis from Linguist List
- Hylian fan language project （页面存档备份，存于） by Sarinilli